# Buchhof (Obergröningen)
Buchhof ist ein Weiler der Gemeinde Obergröningen im Ostalbkreis in Baden-Württemberg.

## Beschreibung
Der Ort liegt etwa 1,5 Kilometer nordwestlich von Obergröningen. Durch den Ort verläuft die L 1158.
Naturräumlich liegt der Ort auf der Frickenhofer Höhe, einem Unterraum des Östlichen Albvorlands, an der Grenze zum Unterraum Sulzbacher Kochertal der Schwäbisch-Fränkischen Waldberge.

## Geschichte
Der Ort wurde erstmals 1767 erwähnt, zu dieser Zeit hatte der Einzelhof 5 Einwohner. Um 1850 waren es bereits 91 Einwohner.